# Dystrykt Hazara
Dystrykt Hazara – dawna jednostka administracyjna w Indiach Brytyjskich i później w niepodległym Pakistanie, położona na obszarze Północno-Zachodniej Prowincji Pogranicznej (dziś Chajber Pasztunchwa), pomiędzy 33°44' a 35°10' szerokości geograficznej północnej oraz 72°33' a 74°06' długości geograficznej wschodniej. Pas terytorium Hazarstanu liczył 7,4 tys. km² (a wliczając Tanawal, tj. księstwo Amb - 7,8 tys.), rozciągającego się na długości około 190 km z północy na południe i szerokości ok. 90 km w części południowej, 65 km w środkowej i jedynie około 24 km w północno-wschodniej, obejmującej dolinę Kāgān.
W roku 1976 dystrykt Hazara podzielony został na trzy mniejsze dystrykty: dystrykt Abbottabad, Mansehra, Kohistan; później z Abbottabad i z Mansehra wydzieliły się dystrykty Haripur i Batagram, a w styczniu 2011 r. z dystryktu Mansehra – nowy dystrykt Kala Dhaka. 